# 郑玛诺
郑玛诺（英語：Emmanuel de Sequeira, 1633年5月25日—1673年5月26日）号惟信，是早期到达欧洲的中国人之一，也是一位中国早期天主耶稣会士。同期还有沈福宗。

## 生平
1633年出生于广东香山县的一个天主教徒家庭，后进入澳门教会学校学习，1645年12月20日与神父从澳门出发前往罗马，1650年到达罗马后先后进入多所教会学校游学，1666年4月13日启程回国，1668年8月19日抵达澳门，1671年受康熙传召启程入京。

1673年5月26日因肺病和水土不服在北京逝世，享年38岁，葬于北京市西城区滕公栅栏。墓碑已不存，仅剩拓片显示汉语碑文：
耶稣会士郑公之墓郑先生讳玛诺，号惟信，中国广东香山人也。自幼入会真修，康熙十二年癸丑四月十一日卒于京师，寿三十有八。